# Paradoxopsyllus phaeopis
Paradoxopsyllus phaeopis är en loppart som först beskrevs av Jordan et Rothschild 1911.  Paradoxopsyllus phaeopis ingår i släktet Paradoxopsyllus och familjen smågnagarloppor. Inga underarter finns listade i Catalogue of Life.